# Henndorf am Wallersee
Henndorf am Wallersee település Ausztriában, Salzburg tartományban a Salzburg-Umgebungban található. Területe 23,51 km², lakosainak száma 4 883 fő, népsűrűsége pedig 208 fő/km² (2016. január 1-jén). A település 551 méteres tengerszint feletti magasságban helyezkedik el.
A település részei:
- Berg (209 fő, 2001-ben)
- Enzing (58)
- Fenning (190)
- Hankham (86)
- Hatting (16)
- Henndorf am Wallersee (3.742)
- Hof (152)
- Oelling (127)
- Wankham (67)

## Fordítás
Ez a szócikk részben vagy egészben  a   Henndorf am Wallersee című német Wikipédia-szócikk ezen változatának fordításán alapul.  Az eredeti cikk szerkesztőit annak laptörténete sorolja fel. Ez a jelzés csupán a megfogalmazás eredetét és a szerzői jogokat jelzi, nem szolgál a cikkben szereplő információk forrásmegjelöléseként.